# Isabel de Alençon
Isabel de Alençon o de Valois (¿?, 1342 - ¿?, 1379), fue una noble y religiosa francesa. Perteneciente a la Dinastía Valois, fue la única hija mujer del conde Carlos II de Alençon (nieto de Felipe III el Atrevido, segundo hijo del conde Carlos de Valois y hermano menor de Felipe VI) y de la infanta castellana María de La Cerda (bisnieta de Alfonso X de Castilla y de León). Era la hermana menor de los condes Carlos III  y  Pedro II de Alençon y del cardenal Felipe de Alençon, arzobispo de Ruan. Además de ser la hermana mayor del conde Roberto de Perche. 
Dedicada a la vida religiosa, fue monja en Poissy.
- Datos: Q5920901